# Stazione di Bridgeton
La stazione di Bridgeton (in gaelico scozzese: Baile na Drochaid) è una stazione ferroviaria di Glasgow, in Scozia. Si trova sulla Argyle Line ed è gestita da Abellio ScotRail.

## Storia
La stazione è stata aperta per la prima volta il 1º novembre 1865 e si trovava sulla Glasgow Central Railway. Il 1º febbraio 1897 venne inaugurata una seconda linea e la stazione divenne un punto d'interscambio.
Il 2 febbraio 1929 un treno passeggeri fu deviato su un binario morto per un errore di un segnalatore, causando diversi feriti quando il treno urtò i respingenti.

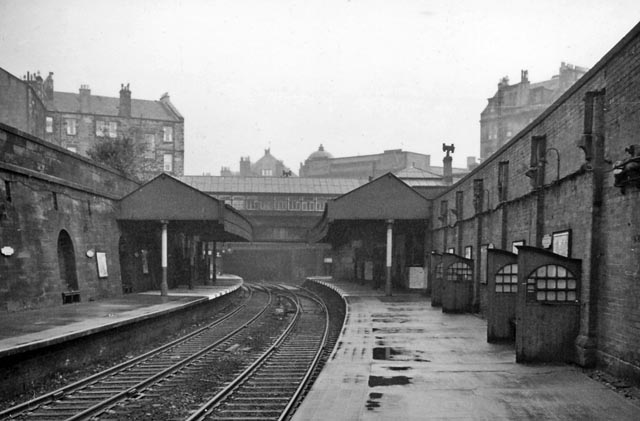
La stazione nel 1961.

La stazione venne chiusa il 5 ottobre 1964 in seguito alla chiusura delle due linee su cui si trovava, a causa di un'imponente riduzione delle strade ferrate del Regno Unito avvenuta in quel periodo, nota come Beeching Axe. L'edificio e le gallerie non vennero comunque demoliti.
Il 5 novembre 1979 la stazione venne riaperta nell'ambito del progetto della Argyle Line.